# صوفي تيرنر
صوفي تيرنر (بالإنجليزية: Sophie Turner) هي ممثلة إنجليزية وُلدت في 21 شباط/فبراير من عام 1996 في نورثامبتون في إنجلترا. بدأت مسيرتها في التمثيل في 2011 بدور سانزا ستارك في مسلسل الفانتازيا التلفزيوني صراع العروش، والذي حقّق لها نجاحًا دوليًّا.
كان أوّل ظهورٍ لها في فيلمٍ طويلٍ في فيلم أنا الأخرى (2013). أيضًا أدّت دور البطولة في فيلم الحركة والكوميديا قاتل بالكاد (2015)، وأدّت دور جين غراي في سلسلة أفلام رجال إكس.

## الحياة المُبكّرة
وُلدت صوفي تيرنر في نورثهامبتون بإنجلترا في 21 شباط/فبراير 1996؛ وهيَ ابنةُ سالي التي كانت تعملُ كمعلمة بمدرسةٍ للأطفال وأندرو الذي كانَ يعمل في شركة لتوزيع الطبليّة. انتقلت صوفي إلى تشيسترتون رفقة أسرتها الصغيرة حينما كانت تبلغُ من العمر سنتان ثمّ التحقت بمدرسة وارويك الإعدادية حينَما بلغت الحادية عشرة من عمرها قبل أن تلتحقَ بمدرسة ثانويّة للبنات. كانت تيرنر عضوًا في فرقة مسرحيّة حيثُ انضمّت لها منذُ أن كانت في الثالثة من عمرها. على المُستوى العائلي دائمًا؛ فلدى صوفي تيرنر شقيقين أكبرُ منها سنًّا؛ فيما مات توأمها قبل الولادة.
نشأت صوفي في منزلٍ كبيرٍ بالقرب من ليمينغتون سبا؛ وقد قالت في أحدِ حواراتها الصُحفيّة: «كانت طفولتي ممتعة للغاية؛ حيثُ كنّا نربي في حضيرتنا الخنازير واعتدنا على اللعب في الوحل.» دخلت تيرنر عالم الشهرة محليًا وعالميًا بعدما شاركت في مُسلسل صراع العروش وهي في السادسة عشر من عُمرها.

## المسيرة المِهنيّة
جسّدت صوفي تيرنر دورَ الشابّة النبيلة سانسا ستارك في المسلسل الخيالي الدرامي صراع العروش في آب/ أغسطس 2009. بدأ صوفي التصوير للمسلسل في تموز/يوليو 2010 حيثُ لم تكن تتجاوزُ آنذاك الرابعة عشر سنة؛ ويُعتبر تجسيدها لشخصيّة سانسا أول دور تلفزيوني لها في مسيرتها. في تلك الفترة؛ لعب مدرسها للدرامَا دورًا مهمًا في صقلِ مهاراتها حيثُ شجّعها على تقديمِ أفضل ما لديها في هذا الدور؛ كما أقنعها بصباغة شعرها باللون الأشقر الداكن لمُناسبة الدور أكثر فأكثر رغم أنها بدأت في الموسم السابع في ارتداء الباروكات. بحلول عام 2012؛ رُشّحت صوفي للتنافس على جائزة «أفضل ممثلة شابّة في مسلسل تلفزيوني» إلى جانب شقيقتها في ذات المُسلسل مايسي ويليامز.

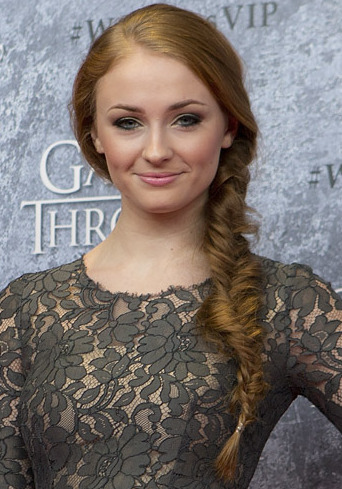
تيرنر خِلال عرض الموسم الثالث من مُسلسل صراع العروش (غيم أوف ثرونز) في سياتل عام 2013

حصلت صوفي في عام 2013 على أول دورِ بطولةٍ لها في فيلم الإثارة المستقل أنا الأخرى المبني على رواية تحمل نفس الاسم للكاتِبة كاثرين ماكفيل كما شاركت في نفسِ العام في الفيلم الكوميدي قاتل بالكاد إلى جانب هيلي ستاينفيلد والذي صدرَ بشكلٍ محدود في 29 أيّار/مايو 2015 عبرَ خِدمة الفيديو حسب الطلب. روت تيرنر أيضًا نُسخةً مسموعة من قصة ليف غروسمان القصيرة التي حملت عنوان «الفتاة في المرآة» والتي تم تضمينها في مجموعة مختارة من القصص الخيالية القصيرة بعنوان «المرأة الخطرة» بعدما قامَ جورج ر. ر. مارتن بتحريرها. في العام الموالي؛ روت صوفي كتابًا مسموعًا آخر لكاساندرا كلير صدر بعنوان نارُ المدينة السماويّة. لعبت تيرنر دور جين غراي في فيلم رجال-إكس: نهاية العالم الذي تم إصداره في أيار/مايو 2016 والذي حقّقَ هو الآخر نجاحًا في شباك التذاكر.
خلال صيف 2016؛ بثّت صوفي تيرنر برنامجًا بعنوان باور شيفت (بالإنجليزية: Powershift) على شبكة الإنترنت بشراكة مع مؤسّسة هافينغتون بوست. بحلول فبراير 2017؛ أعلنت صوفي أنها ستلعبُ دورَ جان غراي مُجددًا لكن هذه المرّة في الفيلم الجديد عنقاء الظلام كجزء من سلسلة أفلام إكس مان. في نفس المقابلة؛ أكّدت تيرنر على أن إنتاج الفيلم سيبدأ عمّا قريب. في مارس 2017؛ أصبحت الممثلة الشابة راعية منظمة المرأة من أجل المرأة عالميا وهي منظمة تدعم الناجيات من الحروب. في أغسطس من نفسِ العام؛ وخِلال مقابلة أخرى معها قالت تيرنر إنها تعتقد أن حساباتها على مُختلف وسائل التواصل الاجتماعي هي المسؤولة عن نجاحها في عددٍ من المشاريع التي لم تُسمّها ثمّ أضافت: «لقد نافستني ممثلة أخرى أفضلَ مني في تجارب الأداء لكنّي قُبلت بسبب العدد الكبير منَ المُتابعين الذين أحظى بهم.»

## الحياة الشخصية
بدأت تيرنر تُواعد المغنّي جو جوناس في نوفمبر 2016 وتزوجا في 1 مايو 2019 في نيفادا بالولايات المتحدة، وأقاما حفل زفاف ثانٍ في فرنسا في 29 يونيو. أنجبت تيرني طفلتين مع جوناس. أعلنا الطلاق رسمياً في 3 سبتمبر 2023.

## قائمة أعمالها

### أفلام
| العنوان                | السنة | الدور                    | ملاحظات                      | مراجع(s) |
| ---------------------- | ----- | ------------------------ | ---------------------------- | -------- |
| آخر مني                | 2013  | Fay / Lila Delussey      | العنوان الإسباني: Mi otro yo | [ 22 ]   |
| قاتل بالكاد            | 2015  | Heather / Agent 84       |                              | [ 23 ]   |
| رجال إكس: نهاية العالم | 2016  | جين غراي / Phoenix       |                              | [ 24 ]   |
| Alone                  | 2017  | بينلوبي                  |                              |          |
| Huntsville             | 2017  | جوسي                     | Post-production              |          |
| Time Freak             | 2017  | Debbie                   | Post-production              |          |
| رجال إكس: عنقاء الظلام | 2018  | Jean Grey / Dark Phoenix | يُصور                         | [ 25 ]   |

### تلفزيون
| العنوان              | السنة     | الدور               | ملاحظات       | مراجع(s) |
| -------------------- | --------- | ------------------- | ------------- | -------- |
| صراع العروش          | 2011–2019 | سانسا ستارك         | دور أساسي     | [ 26 ]   |
| الحكاية الثالثة عشرة | 2013      | Young Adeline March | فيلم تلفزيوني | [ 27 ]   |